# Monster Hunter Freedom Unite
Monster Hunter Freedom Unite, conocido en Japón como Monster Hunter Portable 2nd G, es un videojuego de la serie Monster Hunter, para PlayStation Portable. Se trata de una expansión de Monster Hunter Freedom 2 y fue lanzado al mercado el 27 de marzo de 2008 en Japón, como Monster Hunter 2G. En el Tokyo Game Show de 2008 se anunció que sería lanzado para el resto del mundo como Monster Hunter Freedom Unite en primavera de 2009.
En cuanto a su venta en Japón, se puede considerar una edición especial de PSP, viene en un paquete que incluye el juego, dos bolsas de distintos tamaños, una correa, y un decorado de bronce PSP.
El juego cuenta con más de 400 misiones, unas 500 horas de juego y más de 2000 armas y armaduras. Cuenta con nuevas misiones, llamadas de clase G, que no existían en el Monster Hunter Freedom 2. En el mundo ya ha vendido un poco más de 2,5 millones de copias.
Al inicio del juego, se podrá decidir el nombre del jugador, elegir el sexo y la voz, lo que no se podrá cambiar luego, durante el juego.

## Características del juego
Al completar cada misión, se obtendrá como recompensa dinero y puntos de personaje, dependiendo del grado de la misión (nivel 1 estrella - nivel 3G). En el modo de juego de caza de tesoros y arena de entrenamiento, se obtendrán también puntos «pokke». Se cuenta con una granja pokke, que se puede modificar durante el juego, dependiendo del nivel que tenga el jugador. Al matar a los monstruos se los puede «carnear», para obtener material de ellos, la rareza del material dependerá del monstruo que se mate.

## Nuevas características
- Nuevo sistema de combate Felyne para ayudar a los cazadores solos.
- Ocho páginas de equipos en lugar de seis, y la posible ampliación a diez.
- Nueva Tarjeta de Gremio (Logros Felyne, Frecuencia de uso de los tipos de armas, un diario que muestra las misiones y actividades recientes).
- Ahora puede almacenar hasta 99 objetos de cada tipo en la caja.
- Ahora puede almacenar hasta 20 juegos de equipo.
- Nuevos conjuntos de habilidades de la cocina Felyne.
- Puntos adicionales de reunión para la captura de bichos y extracción de mineral con minas nuevas e insectos.
- Comprar artículos y enviarlos a la caja del artículo al instante.
- Combinar elementos dentro de la caja del artículo.
- Nuevos cortes de pelo.
- Ropa nueva para principiantes.
- Capaz de cambiar de ropa a través de la biblioteca.
- Los datos de instalación del sistema que acelera los tiempos de carga.
- Saltar a largo escenas de animación de apertura pulsando SELECT. (Lao Shan, Fatalis, etc.)
- Trenya se puede enviar por 1500 puntos.
- Trenya puede ser enviado a la Gran Bosque.
- Más de 410 misiones.

## Modos de juego
- Sala de reunión offline.
- Sala de reunión online.
- Misiones de la anciana líder de la aldea.
- Misiones del gato Nekoht.
- Arena de entrenamiento.
- Caza de tesoros.

## Nuevos monstruos, Subespecies y características
- Nueva subespecie: D. Hermitaur Cereza, Shogun Ceanataur Terra, Congalala Esmeralda, y Blangonga cobre.
- Caza del Diablo de un cuerno añadido como el nivel 9 de Misiones del Gato Viejo y RC 6 en la sala de reunión.
- Viejos monstruos tienen ataques nuevos y diferentes reacciones de ataque (tales como la predicción de la explosión de polvo a través de Teostra color de las partículas, etc).
- Nuevos monstruos: Nargacuga, Yama Tsukami (antes se encontraban en Monster Hunter Dos, que nunca se lanzó fuera de Japón), Vespoid Reina, Ukanlos, el Rey Shakalaka, Lavasioth y Hypnocatrice.
- Dos monstruos de Monster Hunter Frontier aparecen en este juego; Hypnocatrice y Lavasioth.
- Además de materiales raros: Escamas Wyver, Joyas de Dragones Ancianos(version RC 9 de joya Dragón de Fuego, joya de Daora y la Joya Chameleos) y la piedra Ukanlos.
- Un nuevo conjunto de habilidades, y algunos son exclusivos de un conjunto de armadura específica y no puede ser obtenidos a partir de las decoraciones.

## Nuevas características de Misiones
- Misiones Nivel G.
- El Rango de Cazador puede llegar hasta 9 en lugar de 6, Las Misiones nivel G necesitan RC 7-9.
- Un Felyne junto la jefa de la aldea, llevando a cabo misiones de alto rango.
- Nueva área: el "Gran Bosque".
- Nueva área: "Arena del Foso".
- Primera generación de mapas de la selva, volcanes, desierto y pantano añadidos.
- Las misiones en bosque, desierto, colinas, entre otras, se pueden desarrollar ahora por la noche.
- Dos nuevas áreas en la segunda área volcánica.
- Nuevo sistema de misiones llamado "Misión de Caza Épica" donde se lucha dos o más monstruos; los monstruos jefe son derrotados uno a uno y pueden ser tallados para obtener "Mega-Pociones".
- Las misiones del tesoro se pueden jugar ahora en el "Gran Bosque".